# Drosophila yakuba
Drosophila yakuba är en tvåvingeart som beskrevs av Burla 1954. Drosophila yakuba ingår i släktet Drosophila och familjen daggflugor.

## Utbredning
Arten finns i stora delar av Afrika.